# Pterolophia villosa
Pterolophia villosa är en skalbaggsart som först beskrevs av Francis Polkinghorne Pascoe 1866.  Pterolophia villosa ingår i släktet Pterolophia och familjen långhorningar. Inga underarter finns listade i Catalogue of Life.